# Гереев, Шамиль Ахмедович
Шамиль Ахмедович Гереев (26 декабря 1954, Гиждуван (по другим данным — Хасавюрт), Бухарская область, Узбекская ССР, СССР) — советский борец вольного стиля, чемпион СССР.  Заслуженный работник физической культуры и спорта Республики Дагестан. Тренер высшей квалификационной категории.

## Спортивная карьера
Вольной борьбой начал заниматься в 1970 году в Хасавюрте, позже перешёл тренироваться в Махачкалу, в спортивную школу «Урожай». Занимался под руководством Алихана Джамалудинова и пятикратного чемпиона мира Али Алиева. В 1975 и 1976 годах становился бронзовым призёром чемпионата СССР, в 1977 году стал чемпионом, обыграв в финале Сергея Белоглазова. В 1979 году стал бронзовым призёром Спартакиада народов СССР. После окончания спортивной карьеры работает тренером-преподавателем в Урожае, который сменил название на спортивная школа им. Г. Гамидова. 

## Личная жизнь
В 1973 году окончил школу №4 в Хасавюрте. В 1980 году закончил Дагестанский сельскохозяйственный институт.

## Достижения
- Чемпионат СССР по вольной борьбе 1975 — ;
- Чемпионат СССР по вольной борьбе 1976 — ;
- Чемпионат СССР по вольной борьбе 1977 — ;
- Спартакиада народов СССР 1979 — ;